# Plecopterodes exigua
Plecopterodes exigua là một loài bướm đêm trong họ Noctuidae.